# Valle de Ángeles
Valle de Ángeles es un municipio del departamento de Francisco Morazán en la República de Honduras.

## Toponimia
El primer nombre del lugar fue, La Marranera, dicho nombre pudo deberse a la crianza de cerdos en el lugar, o a la fauna que imperaba en la zona, particularmente por la gran cantidad de Chanchos de monte que existían en La Tigra y que bajaban a los poblados. También era conocido el municipio con el nombre de El Cimarrón en referencia a los esclavos negros que huían del trabajo en las minas de Santa Lucía y San Antonio de Oriente. Ahora se llamó Valle de Ángeles por sus hermosos paisajes que hay en la región.

## Historia

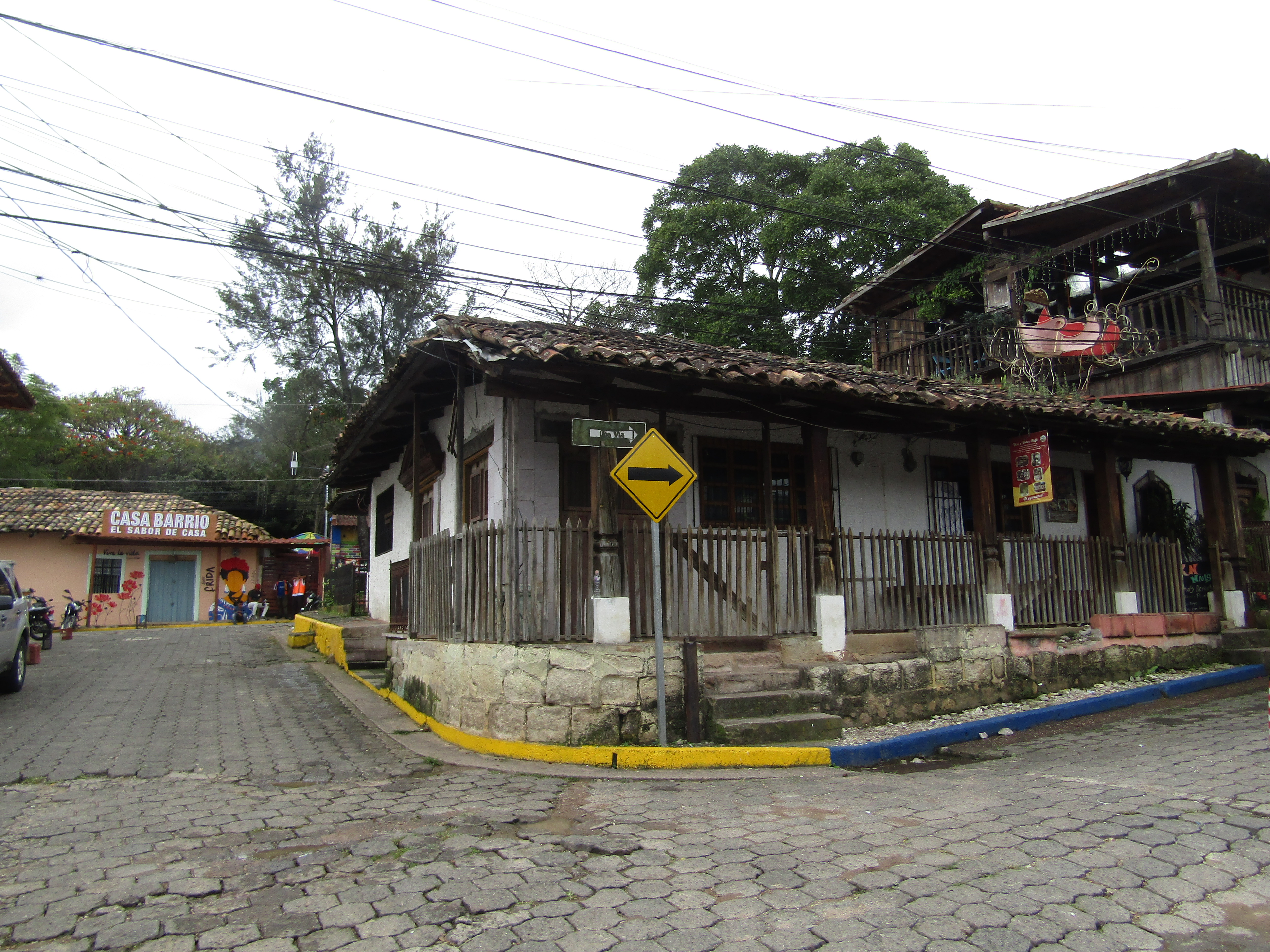
Una de las calles del pueblo.

Fue productor de cítricos y de flores durante la época de la colonial en Nueva España, se habla que uno de los inicios del caserío fue una hacienda llamada Cimarrón en la cual se producía trigo; en el inventario municipal estuvo durante muchos años incluido un molino para trigo que actualmente está deteriorado totalmente. En 1791, para el recuento población de 1791, aparece con el nombre del Cimarrón, en esa fecha el municipio formaba parte del Curato de Santa Lucía (SCT 1993).
En 1801, según un documento que data del 1801, 'El Cimarrón ya aparecía con 44 habitantes españoles, cuando fungía como gobernador intendente deHonduras, el señor Ramón de Anguiano.
Posteriormente se le dio la categoría de Aldea, para ese entonces pertenecía al 'Municipio de San Antonio de Oriente, Distrito de San Antonio de Oriente, Departamento de Tegucigalpa.

### Ciudad Turística
En 1958, se inicia un cambio para la mejora de Valle de Ángeles a mano de su hijo predilecto Héctor V. Medina. Ya para 1959, se comienzan a abrir las puertas del progreso iniciando la construcción de una carretera, industrias, servicios básicos para la población como ser Agua potable, luz eléctrica, alcantarillado sanitario, empedrado de las calles, transporte, teléfono, construcción de un parque central, remodelación del Palacio Municipal, remodelación del templo, un mercado municipal y la voluntad y el empeño de sus hijos por verla crecer.
En 1966, se fundó el Centro de Adiestramiento Artesanal de Valle de Ángeles (CAAVA) con proyección nacional e internacional y el Hospital Adventista quienes fueron las instituciones que han aportado mucho a la comunidad de Valle de Ángeles.
En 1997 (4 de octubre), día del Patrón “San Francisco de Asís” La Comisión Especial de Soberano Congreso Nacional entregó a la Corporación Municipal en sesión solemne el Decreto legislativo número 184-96 que eleva a la cabecera del municipio a la categoría de Ciudad Turística siendo Presidente de la Nación Carlos Roberto Reina y Presidente del Congreso Nacional Carlos Roberto Flores.

### Lugar
En las diligencias para solicitar la elevación a municipio en 1864 se le llama Valle de Ánjeles (nombre que le fue asignado por el Obispo de Honduras Fray Juan de Jesús Zepeda y Zepeda).
En 1864 (15 de octubre), en oficio dirigido a los señores Alcaldes Auxiliares de la Aldea de El Mineral de Ángeles el señor Gobernador Político Departamental de Tegucigalpa les ordenó que el primero de noviembre de 1864 debía procederse a la elección da la Junta Electoral y posteriormente a la elección de su primera municipalidad; se seleccionaron:
- Alcalde primero Alejandro antunez
- Alcalde segundo Jared flores
- Regidor primero Kevin estrada
- Regidor segundo Walter lopez
- Síndico procurador Omar nuñez
- ladrón del pueblo Cecilio ortiz

En 1865 (1 de enero), la Municipalidad electa fue juramentada por el Señor Alcalde Auxiliar de la aldea y tomó posesión con su primer Alcalde Baltazar Medrano' fecha del nacimiento del Municipio de Valle de Ángeles.
Desde ese momento hasta 1957 se elegían anualmente las autoridades, después por períodos de dos años y actualmente por períodos de cuatro años.

## Clima
Valle de Ángeles posee un clima subtropical húmedo monzónico (Köppen: Cwa), influenciado por un clima tropical de sabana (Köppen: Aw).
| Parámetros climáticos promedio de Valle de Ángeles, Honduras | Parámetros climáticos promedio de Valle de Ángeles, Honduras | Parámetros climáticos promedio de Valle de Ángeles, Honduras | Parámetros climáticos promedio de Valle de Ángeles, Honduras | Parámetros climáticos promedio de Valle de Ángeles, Honduras | Parámetros climáticos promedio de Valle de Ángeles, Honduras | Parámetros climáticos promedio de Valle de Ángeles, Honduras | Parámetros climáticos promedio de Valle de Ángeles, Honduras | Parámetros climáticos promedio de Valle de Ángeles, Honduras | Parámetros climáticos promedio de Valle de Ángeles, Honduras | Parámetros climáticos promedio de Valle de Ángeles, Honduras | Parámetros climáticos promedio de Valle de Ángeles, Honduras | Parámetros climáticos promedio de Valle de Ángeles, Honduras | Parámetros climáticos promedio de Valle de Ángeles, Honduras |
| Mes                                                          | Ene.                                                         | Feb.                                                         | Mar.                                                         | Abr.                                                         | May.                                                         | Jun.                                                         | Jul.                                                         | Ago.                                                         | Sep.                                                         | Oct.                                                         | Nov.                                                         | Dic.                                                         | Anual                                                        |
| ------------------------------------------------------------ | ------------------------------------------------------------ | ------------------------------------------------------------ | ------------------------------------------------------------ | ------------------------------------------------------------ | ------------------------------------------------------------ | ------------------------------------------------------------ | ------------------------------------------------------------ | ------------------------------------------------------------ | ------------------------------------------------------------ | ------------------------------------------------------------ | ------------------------------------------------------------ | ------------------------------------------------------------ | ------------------------------------------------------------ |
| Temp. máx. abs. (°C)                                         | 32.4                                                         | 33.4                                                         | 37.4                                                         | 37.0                                                         | 38.4                                                         | 36.0                                                         | 31.5                                                         | 31.9                                                         | 32.4                                                         | 32.9                                                         | 33.0                                                         | 32.5                                                         | 36.4                                                         |
| Temp. máx. media (°C)                                        | 24.2                                                         | 24.5                                                         | 26.4                                                         | 27.2                                                         | 27.7                                                         | 27.3                                                         | 28.3                                                         | 29.0                                                         | 29.5                                                         | 29.3                                                         | 25.0                                                         | 25.0                                                         | 25.5                                                         |
| Temp. media (°C)                                             | 17.5                                                         | 19.8                                                         | 22.2                                                         | 23.7                                                         | 22.9                                                         | 22.8                                                         | 21.0                                                         | 21.0                                                         | 21.0                                                         | 19.3                                                         | 19.7                                                         | 17.6                                                         | 20.7                                                         |
| Temp. mín. media (°C)                                        | 12.4                                                         | 13.5                                                         | 15.0                                                         | 17.8                                                         | 17.1                                                         | 18.9                                                         | 18.3                                                         | 18.4                                                         | 15.9                                                         | 14.3                                                         | 14.3                                                         | 14.3                                                         | 15.9                                                         |
| Temp. mín. abs. (°C)                                         | 0.2                                                          | 0.0                                                          | 2.8                                                          | 4.0                                                          | 7.0                                                          | 9.0                                                          | 9.0                                                          | 9.5                                                          | 9.8                                                          | 5.0                                                          | -2.2                                                         | 0.9                                                          | -2.2                                                         |
| Precipitación total (mm)                                     | 41.2                                                         | 42.8                                                         | 44.7                                                         | 61.7                                                         | 100.7                                                        | 200.1                                                        | 219.4                                                        | 164.2                                                        | 249.6                                                        | 110.5                                                        | 54.6                                                         | 35.3                                                         | 1324.8                                                       |
| Días de precipitaciones (≥ 0.1 mm)                           | 12.4                                                         | 11.9                                                         | 11.1                                                         | 9.4                                                          | 11.1                                                         | 19.6                                                         | 19.0                                                         | 16.5                                                         | 19.3                                                         | 16.9                                                         | 12.6                                                         | 13.0                                                         | 172.8                                                        |
| Horas de sol                                                 | 50                                                           | 80                                                           | 121                                                          | 178                                                          | 211                                                          | 219                                                          | 233                                                          | 219                                                          | 156                                                          | 103                                                          | 51                                                           | 41                                                           | 1662                                                         |
| Humedad relativa (%)                                         | 67                                                           | 63                                                           | 63                                                           | 60                                                           | 63                                                           | 68                                                           | 67                                                           | 66                                                           | 69                                                           | 69                                                           | 67                                                           | 68                                                           | 66                                                           |
| Fuente: Data derived from Honduras                           |                                                              |                                                              |                                                              |                                                              |                                                              |                                                              |                                                              |                                                              |                                                              |                                                              |                                                              |                                                              |                                                              |

## Economía

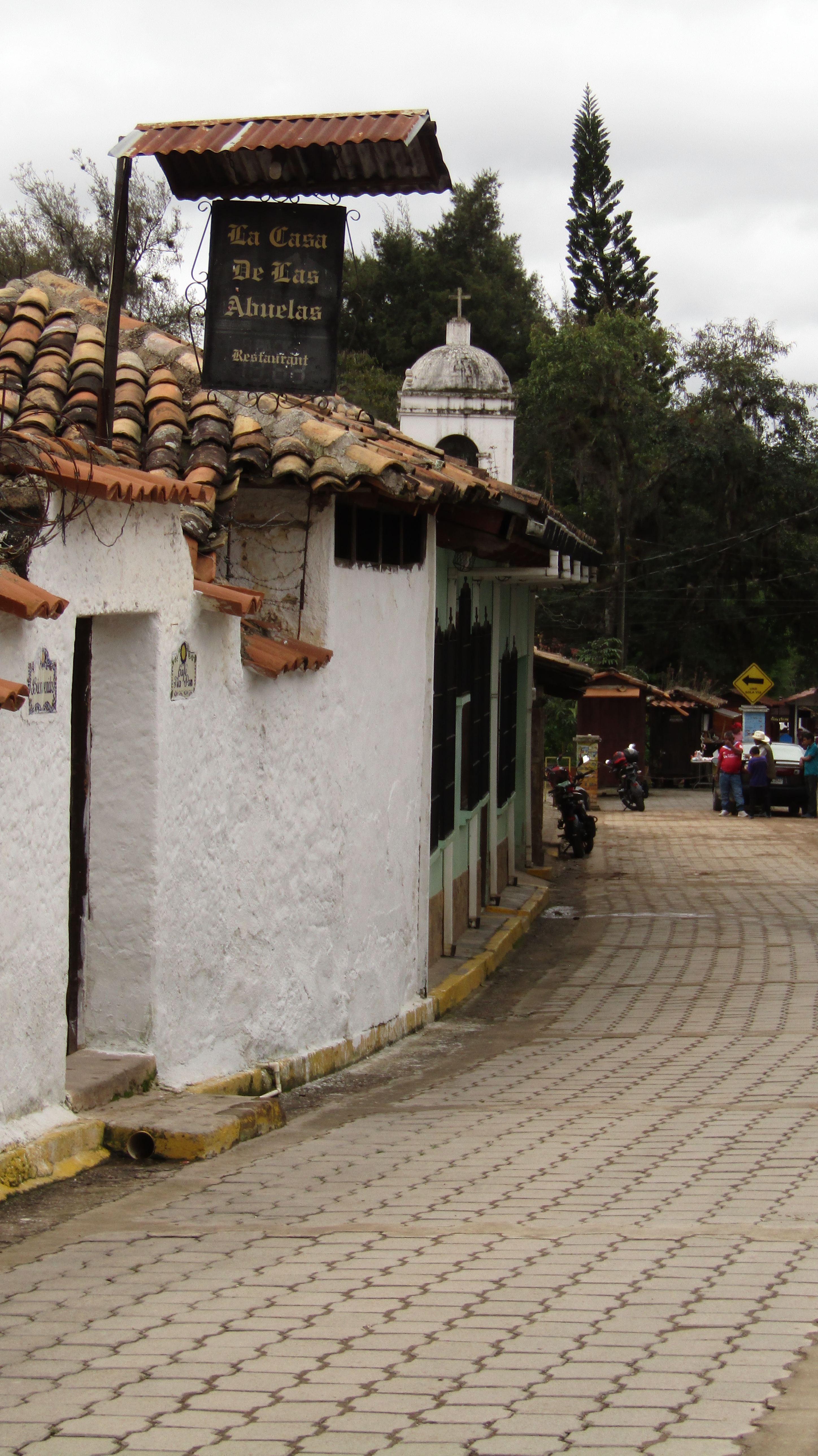
El pueblo cuenta con diversos restaurantes y tiendas artesanales.

La región formó parte de la historia minera de Honduras, con explotaciones como la de Las Animas y El Socorro; que dieron oro, plata, cobre, estaño, plomo y zinc. Actualmente el turismo ha crecido convirtiéndose en uno de los destinos turísticos para los pobladores del distrito central. 

### CAAVA
Con el surgimiento de Centro de Adiestramiento Artesanal de Valle de Ángeles (CAAVA)", fundado 1966 y clausurado en 1992, algunos de sus talleres pasaron a formar parte del Instituto Nacional de Formación Profesionales (INFOP). los pobladores se habían dedicado la mayoría a la fabricación de artesanías.[cita requerida]

## Turismo

### Parque nacional La Tigra
A pocos kilómetros se encuentra la reserva forestal, un bosque nuboso de una rica biodiversidad que abastece de agua dulce al 40% de los habitantes de la capital hondureña.

## Límites
Está situado a unos 22 km al noreste (NE) de la capital, Tegucigalpa, en el valle de su mismo nombre, entre las montañas de Los Lagos, El Carrizal, Palo Hueco y Chinacla.
| Orientación | Límite                                                 |
| ----------- | ------------------------------------------------------ |
| Norte       | Municipio del Distrito Central, Francisco Morazán      |
| Sur         | Municipio de San Antonio de Oriente, Francisco Morazán |
| Este        | Municipio de Morocelí, El Paraíso                      |
| Este        | Municipio de Villa de San Francisco, Francisco Morazán |
| Oeste       |                                                        |

## División Política
Aldeas: 7 (2013)
Caseríos: 46 (2013)
| Código | Aldea                                     | Caseríos |
| ------ | ----------------------------------------- | --- |
| 082601 | Valle de Ángeles (cabecera del municipio) | Valle de Ángeles, El Molino, Barrio el Cantón, La Esperanza, Buena Vista, La Leona, El Bosque, La Simbra, La Mina, Miravalle, Las Quebraditas, El Tablón, San Francisco o el Porvenir, La Escondida, El Portillo, La Sucia, El Banco, Las Martitas, Carmelo, Plan Grande, Buena Vista Arriba. |
| 082602 | Cerro Grande                              | Cerro Grande, El Barro, El Macuelizo, La Pizarra, El Retiro, El Rodeo, Los Corrales, Sabaneta Redonda, los Pedernales. |
| 082603 | El Guanacaste                             | El Guanacaste, El Estribo, El Guayabo, El Jocomico, Las Guayabillas, Monte León. |
| 082604 | El Liquidámbar                            | El Liquidambar, Manteado, Chinaclas, El Peten, El Socorro y La Rastra. |
| 082605 | La Sabaneta                               | Chiquistepe |
| 082606 | Las Cañadas                               | Las Cañadas, Altos de las Cañadas, El Amatillo, Agua Dulce, El Empalme, El Sauce, Loma del Suyate, Quebrada Honda, Chaguitillo, Residencial Monte Carmelo, El Limón y El Llorón. |
| 082607 | Río Abajo o Playas                        | Río Abajo o Playas, Plan Grande. |